# ویزنا
ویزنا (به لاتین: Wizna) یک روستا در لهستان است که در گمینا ویزنا واقع شده‌است. ویزنا ۱٬۳۰۰ نفر جمعیت دارد.